# Dautphetal
Dautphetal est une municipalité allemande située dans l'arrondissement de Marbourg-Biedenkopf et dans le land de la Hesse. Elle se trouve à 15 km à l'ouest de Marbourg et à 37 km à l'est de Siegen.

## Jumelage
- Cikó (Hongrie)